# Пашков, Валентин Иванович
Валенти́н Ива́нович Пашко́в (30 июля 1919, город Житомир — 24 мая 1982, город Севастополь) — советский партийный деятель, 1-й секретарь Севастопольского городского комитета КПУ. Депутат Верховного Совета УССР 6-8-го созывов. Кандидат в члены ЦК КПУ в марте 1966 — феврале 1976 г.

## Биография
Родился в семье служащего. В 1939 году окончил Житомирский механический техникум.
С 1939 года — в Красной армии. Участник Великой Отечественной войны с 1941 года. Служил авиационным мотористом, писарем старшего оперативной части штаба 35-го гвардейского бомбардировочного авиационного полка. Член ВКП(б) с 1944 года.
После демобилизации работал на партийной работе в Житомире: инструктор, заместитель заведующего, заведующий отделом, секретарь Житомирского городского комитета КП(б)У.
В 1951—1954 годах — слушатель Высшей партийной школы при ЦК КПУ в Киеве.
В 1954—1960 годах — заведующий отделом пропаганды и агитации Севастопольского городского комитета КПУ; секретарь, 2-й секретарь Севастопольского городского комитета КПУ.
С 1960 по 1972 гг. — 1-й секретарь Севастопольского городского комитета Компартии Украины.
С 1963 по 1967 — Депутат Верховного Совета Украинской ССР VI-го созыва. С 1967 по 1971 — Депутат Верховного Совета Украинской ССР VI-го созыва. С 1971 по 1975 — Депутат Верховного Совета Украинской ССР VIII-го созыва
С 1972 года — уполномоченный Министерства внешней торговли СССР при Совете Министров Украинской ССР.
Затем — персональный пенсионер союзного значения. 24 мая 1982 года умер в Севастополе. Похоронен на кладбище «Коммунаров».

## Награды
- орден Трудового Красного Знамени
- два ордена Знак Почета
- орден Октябрьской революции
- медали
- медаль «За боевые заслуги» (17.05.1945)
- медаль «За оборону Сталинграда»
- медаль «За оборону Москвы»
- медаль «За оборону Кавказа»